# Taïfa des raïs

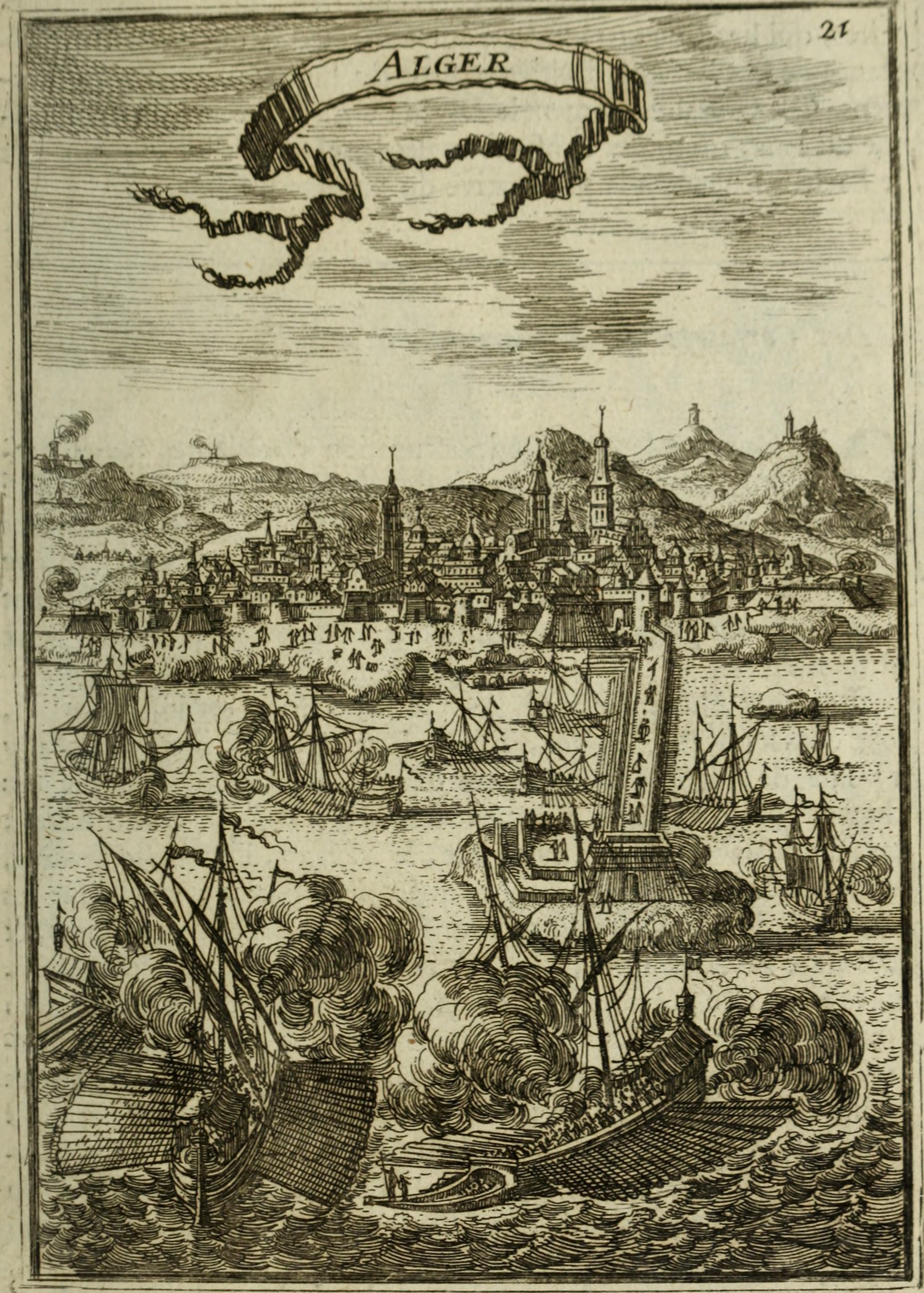
Le port d'Alger et les navires corsaires selon une gravure (v.1683)

La taïfa des raïs, en arabe : taifat al-ru'asa, est la corporation des corsaires de la régence d'Alger.

## Composition
La taïfa est constituée d'une minorité de Turcs et de Maures, la plupart de ses membres sont des renégats issus des provinces misérables de la Méditerranée. Elle était composée de musulmans et de renégats chrétiens qui étaient autorisés à fonctionner en dehors du code de conduite Islamique en raison de leur position.

## Rôle politique
La taïfa des raïs n'a jamais fait partie intégrante de la société et de la ville, ils vivaient près du port et existaient en marge de la société. Ils n'avaient aucun rôle civique. Cependant, ils jouèrent un rôle dans la politique de la régence d'Alger.

### Période des Beylerbey
La taïfa s'alliait souvent aux beylerbey pour s'opposer aux revendications de l'Odjak.

### Période des Pachas
En 1588 et 1659, pour éviter les conflits continuelles entre l'Odjak et la Taïfa , le diwan de Constantinople décide la suppression du Beylik et la création du Pachalik. Dans ce nouveau contexte, le pacha est nommé pour trois ans, mais devant la puissance des janissaires et des raïs; l'autorité d'un pacha arrivant pour trois ans dans une ville qu'il ne connaît pas, est nulle.
En 1659, les janissaires se révoltent, aidés exceptionnellement par les raïs, contre le pacha Ibrahim, qui avait détourné à son profit une partie de l'argent versé par Constantinople aux raïs en leur demandant en échange de rejoindre la flotte Ottomane.

### Période des Aghas
La Taïfa des raïs déclenche une révolution à la suite du meurtre du dernier agha, Ali Agha (septembre 1671). La souveraineté est reconnue à un dey, nommé à vie par les raïs et non par les janissaires.

## Rôle économique
Pratiquant le corso, qui est une source de revenus importante de l'état, ils sont l'un des piliers du système de la régence, avec l'odjak local. Ses équipages, rompus aux combats navals font d'Alger une place maritime de premier plan en Méditerranée et un repaire de piraterie importante. Sur deux cents ans, la taïfa jouera un rôle majeur dans l'économie de la régence.
C'était la taïfa qui, par ses, prises, entraînait la prospérité de la ville et de ses finances. « Si la course eut été arrêtée, la population fut littéralement morte de faim... Quant au raïs, ils étaient aimés de tous (...) ils se savaient invulnérables et affirmaient ce sentiment par le dédain mal dissimulé qu'ils témoignant aux soudards pauvres et rustiques dont la parcimonie offrait un singulier contraste avec le luxe et l'opulence de ceux que le peuple considérait comme ses héros et bienfaiteurs. »
Les raïs n'obéissait ni au Pacha ni a la milice. Ils sont en réalité les vrais maîtres d'Alger, car la piraterie a pris une extension extraordinaire. La ville déborde des richesses de l'Europe chrétienne et le commerce des esclaves devient sa spécialité.